# Fonction de phase de Henyey-Greenstein
La fonction de phase de Henyey-Greenstein est une distribution angulaire introduite par Louis Henyey et Jesse Greenstein en 1941 pour représenter des mesures à l'aide d'une fonction aisément manipulable.

## La fonction

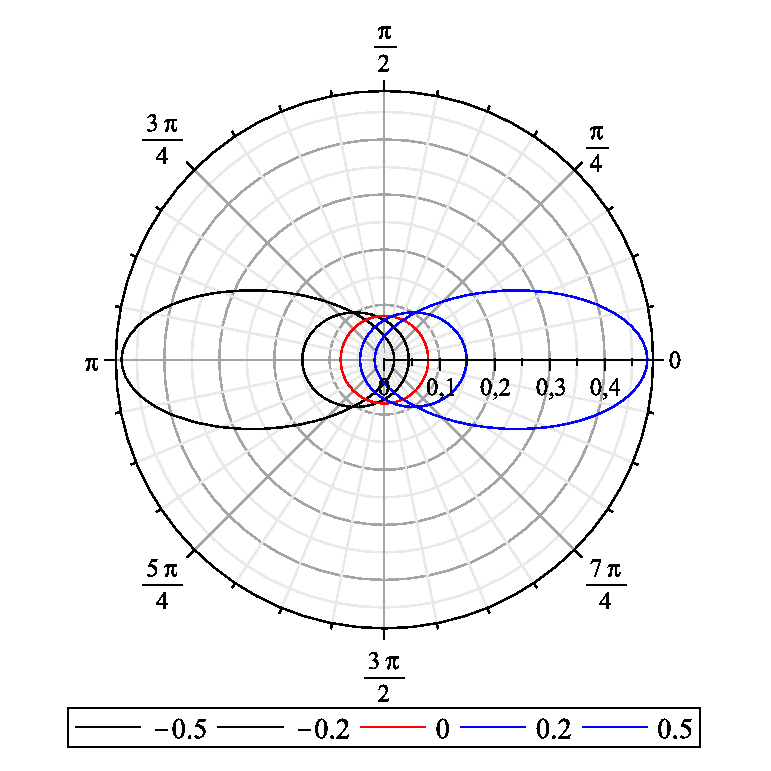
Fonction de phase Henyey-Greenstein pour diverses valeurs de g. Le rayonnement incident arrive de la gauche.

La fonction de phase que l'on souhaite représenter possède la symétrie azimutale : elle est donc fonction du seul angle de colatitude θ ou de son cosinus. La fonction s'exprime sous la forme suivante,
{\displaystyle {\mathcal {P}}(\mu )={\frac {1}{4\pi }}{\frac {1-g^{2}}{(1+g^{2}-2g\mu )^{\frac {3}{2}}}}\,,\qquad \mu =\cos {(\theta )}}
Elle est normalisée
{\displaystyle 2\pi \int _{-1}^{1}{\mathcal {P}}(\mu )\mathrm {d} \mu =1}
Elle peut représenter toute distribution régulière ayant une dominante vers l'avant (g > 0) ou vers l'arrière (g < 0). g = 0 correspond à une distribution isotrope. La fraction rétrodiffusée est
{\displaystyle 2\pi \int _{-1}^{0}{\mathcal {P}}(\mu )\mathrm {d} \mu =2\pi {\frac {1-g}{2g}}\left[{\frac {1+g}{\sqrt {1+g^{2}}}}-1\right]\,,\qquad g\neq 0}
Elle est représentable par une série de polynômes de Legendre Pi
{\displaystyle {\mathcal {P}}(\mu )={\frac {1}{2\pi }}\sum _{i=0}^{\infty }{\frac {2i+1}{2}}g^{i}P_{i}(\mu )}
On peut calculer la fonction de répartition
{\displaystyle {\mathcal {C}}(\mu )=2\pi \int _{-1}^{\mu }{\mathcal {P}}(\mu ')\mathrm {d} \mu '={\frac {1-g^{2}}{2g}}\left[{\frac {1}{\sqrt {1+g^{2}-2g\mu }}}-{\frac {1}{1+g}}\right]}
et inverser cette expression
{\displaystyle \mu ={\frac {1}{2g}}\left[1+g^{2}-\left({\frac {1-g^{2}}{1+gs(\mu )}}\right)^{2}\right]\,,\qquad s(\mu )=2{\mathcal {C}}(\mu )-1}